# Volonté (film)
Pour les articles homonymes, voir Volonté.
Pour plus de détails, voir Fiche technique et Distribution.
Volonté (American Methods) est un film américain réalisé par Frank Lloyd, sorti en 1917.

## Fiche technique
- Titre : Volonté
- Titre original : American Methods
- Réalisation : Frank Lloyd
- Scénario : Frank Lloyd et F. McGrew Willis d'après Le Maître de forges de Georges Ohnet
- Photographie : William C. Foster
- Pays de production : États-Unis
- Format : Noir et blanc - 1,33:1 - Film muet
- Genre : drame
- Date de sortie : 1917

## Distribution
- William Farnum : William Armstrong
- Jewel Carmen : Claire de Beaulieu
- Bertram Grassby : Gaston - Duc de Bligny
- Willard Louis : M. Moulinet
- Lillian West : Marie Moulinet
- Genevieve Blinn : Marquise de Beaulieu
- Allan Forrest : Octave de Beaulieu
- Florence Vidor : Betty Armstrong
- Josef Swickard : Baron de Prefont